# Encyrtus dubius
Encyrtus dubius är en stekelart som beskrevs av Etienne Laurent Joseph Hippolyte Boyer de Fonscolombe 1840. Encyrtus dubius ingår i släktet Encyrtus och familjen sköldlussteklar.
Artens utbredningsområde är Frankrike. Inga underarter finns listade i Catalogue of Life.